# Peintres-poètes de Berlin
L'expression Peintres-poètes de Berlin (Berliner Malerpoeten) désigne un collectif de 14 écrivains artistes fondé 1972 à Berlin-Kreuzberg qui  réunissaient des artistes ayant créé des œuvres en peinture, ainsi qu'en poésie et en littérature. Dans les descriptions contemporaines, on le surnomme la « bohème de Kreuzberg » ou le « Montmartre de Kreuzberg », rassemblant une partie importante des personnalités de la culture de Berlin-Ouest. L'initiateur et l'animateur du groupe d'artistes et des expositions itinérantes est Aldona Gustas.

## Membres
- Günter Bruno Fuchs (de) (1928–1977)
- Günter Grass (1927–2015)
- Aldona Gustas (né en 1932)
- Roger Loewig (de) (1930–1997)
- Artur Märchen (de) (1932–2002)
- Christoph Meckel (de) (né en 1935)
- Kurt Mühlenhaupt (de) (1921–2006)
- Karl Oppermann (de) (né en 1930)
- Oskar Pastior (1927–2006)
- Robert Wolfgang Schnell (de) (1916–1986)
- Wolfdietrich Schnurre (1920–1989)
- Friedrich Schröder-Sonnenstern (1892–1982)
- Joachim Uhlmann (de) (né en 1925)
- Hans-Joachim Zeidler (1935–2010)

Entourage
Richard Anders, Günter Anlauf, Oswald Andrae, Hans Carl Artmann, Inka Bach, Jürgen Beckmann, Manfred Beelke, F. W. Bernstein, Wolf Biermann, Gerald Bisinger, Wolfgang Bittner, Ulrich Bormann, Nicolas Born, Ursula Braune, Uwe Bremer, Friedrich Christian Delius, Helmut Diekmann, Ingeborg Drewitz, Hertha Fiedler, Michael Frey, Eva-Maria Geisler, Arwed D. Gorella, Karl-Heinz Grage, Johannes Grützke, Hugo Hoffmann, Georg Holmsten, Wolfgang Jörg, Gerhard Kerfin, Sarah Kirsch, Matthias Koeppel, Walter Koschwitz, Karl Krolow, Hans Kühne, Sigurd Kuschnerus, Rudi Lesser, Hendrik Liersch, Artur Märchen, Wilhelm Mühlenhaupt, Kurt Neuburger, Peter Rühmkorf, Peter Sauernheimer, Albert Schindehütte, Erich Schöning, Wolfgang Simon, Viktor Otto Stomps, Hans Sünderhauf, Gabriele Schmelz, Horst Strempel, Roland Neumann, Nepomuk Ullmann, Johannes Vennekamp, Arno Waldschmidt, Herbert Weitemeier, Wolfgang Windhausen, Jürgen Rosemann, Monika Beck.

## Source de la traduction
- (de) Cet article est partiellement ou en totalité issu de l’article de Wikipédia en allemand intitulé « Berliner Malerpoeten » (voir la liste des auteurs).